# Gorg (revue)
Pour les articles homonymes, voir Gorg.
Gorg est une revue bibliographique et littéraire en langue catalane publiée à Valence (Espagne) entre juin 1969 et avril 1972. Elle constitue le germe de la presse valencianiste de la démocratie,.

## Présentation
Gorg naît comme bulletin bibliographique à l'initiative de l'entrepreneur Joan Josep Senent,, qui tente ainsi de mettre à profit l'ouverture du régime franquiste. Au départ bimestrielle, la revue devient mensuelle à partir de 1970. Au total 29 numéros sont publiés.
Le revue propose un valencianisme d'inspiration fustérienne et tente de se constituer comme plate-forme culturelle du Pays valencien à travers une maison d'édition homonyme. Enric Valor figure comme l'un de ses contributeurs les plus remarquables. Parmi ses éditorialistes figurent, outre Joan Fuster lui-même, Alfons Cucó et Rafael Ninyoles. Sa rubrique littéraire est dirigée par le jeune Amadeu Fabregat, avant qu'il soit révélé au grand public avec la publication en 1973 de Assaig d'aproximació a "falles folles fetes foc".
On peut citer entre autres parmi ses autres collaborateurs : Ernest Lluch, Ricard Blasco i Laguna, Gonçal Castelló, Manuel Sanchis Guarner, Josep Melià i Pericàs, Rodolf Sirera Màrius García Bonafé, Valerià Miralles i Ortolà, Josep Vicent Marqués et Vicent Ventura.
Certaines couvertures sont conçues par l'Equipo Crónica.
Il est l'un des promoteurs du Premier congrès d'histoire du Pays valencien.
En avril 1972, à la suite de la demande de Senent aux autorités franquistes d'en faire une revue plus générale, celles-ci ordonnent sa fermeture,,.